# Lode Baekelmansprijs
De Lode Baekelmansprijs is een Vlaamse literatuurprijs die van 1940 tot 2000 driejaarlijks werd toegekend aan een in het Nederlands geschreven werk van een Belgisch schrijver dat verband houdt met de zee. De prijs is gesticht door het Comité Lode Baekelmans en wordt toegekend door de Koninklijke Academie voor Nederlandse Taal en Letteren in Gent. In 2003 werden de prijzen van KANTL gereorganiseerd en werden nieuwe vijfjaarlijkse prijzen toegekend.

## Gelauwerden
- 2000 - Bart Plouvier voor Het gemis
- 1997 - Paul Demets voor De landsheer van de Lethe
- 1994 - Bart Plouvier voor De kleuren van de zee
- 1979 - Werner Pauwels voor Ik beware al die vare
- 1976 - Fred Germonprez voor Haaien op de kust
- 1967 - Andries Poppe voor Als een grote dooie vis
- 1964 - Karel Van Isacker voor De Antwerpse dokwerker 1830-1940
- 1958 - Libera B. Carlier voor Duel met de tanker
- 1958 - Albert Van Hageland voor De magische zee
- 1955 - Daniël Rosseels voor Windkracht 11
- 1952 - Oswald Valcmar voor De Marina vaart
- 1946 - Gaston Duribreux voor De laatste visschers. Storm op de kust
- 1943 - Karel Jonckheere voor Cargo